# Lineal A
El lineal A es una escritura de la civilización minoica de Creta. Se empleó del siglo XIX al XV a. C. para escribir el idioma minoico. Esta escritura se denomina «lineal» porque se compone de signos que, aunque derivados de ideogramas, ya no son reconocibles como representaciones de objetos, sino que consisten en líneas agrupadas en formaciones abstractas. La escritura solo ha podido ser descifrada en una pequeña parte.

## Cronología
La inscripción más antigua que se ha encontrado de lineal A pertenece al periodo minoico medio IIA y fue hallada en el palacio de Cnosos. Se han encontrado también algunas del minoico medio IIB en el palacio de Festo. En estos periodos coexistió con otro tipo de escritura: el jeroglífico cretense. En el minoico medio III, quizá debido a algún tipo de cambio político en la isla, se dejó de emplear el jeroglífico cretense y el lineal A pasó a ser la única escritura de la isla hasta el periodo minoico tardío IB, momento en el que, con la llegada de los micénicos a la isla, empezó a emplearse el lineal B.

## Distribución geográfica
Mientras coexistieron el lineal A y el jeroglífico cretense, el primero se usó principalmente en el sur de Creta, mientras el segundo se halla principalmente en la parte norte de Creta central y en la Creta nororiental. Esto ha llevado a sugerir que en esta época había una división política en la isla que propició la escisión en dos tipos de escrituras de una escritura anterior común. Sin embargo, se dan casos de la aparición de ambas escrituras en los mismos periodos en algunos lugares. 
Luego, en el minoico tardío IB, el lineal A ya aparece en toda la isla de Creta además de en otros lugares fuera de la isla, como Samotracia, Tera, Ceos, Milos o Mileto. El lugar donde se han hallado más documentos en lineal A es Hagia Triada.

## Tipos de signos
El corpus del lineal A consta de algo más de 1500 inscripciones que incluyen algo más de 7500 signos. Se conocen 97 silabogramas, aunque se ha sugerido que algunos de ellos pueden ser formas mal identificadas, puesto que solo aparecen documentados una vez. Muchos de ellos tienen paralelos con el Lineal B. Además, se emplean diversos signos de cifras, que son casi idénticos que los del lineal B y otros que representan medidas siguiendo un sistema —diferente al del lineal B— de fracciones alícuotas. También se emplean logogramas, que representan productos, y que a menudo están asociados con grupos de sílabas. A veces se usan monogramas, que son signos compuestos por dos o tres silabogramas, para representar productos.

## Funciones

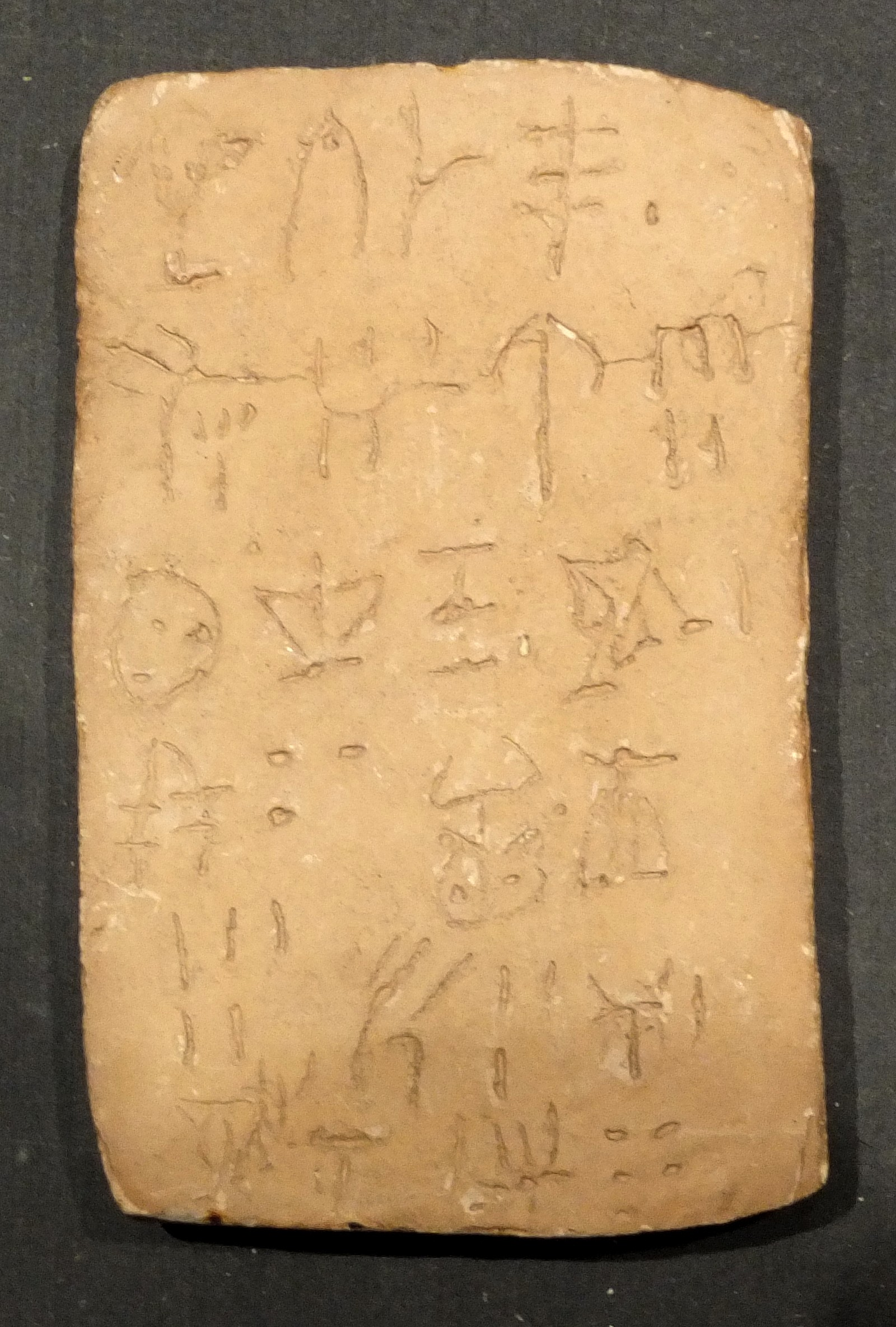
Inscripción en lineal A sobre una tablilla del

Muchos de los documentos hallados en lineal A tenían una función administrativa. Estos se han hallado en palacios y en otros edificios donde se ejercía una función de control económico y de personas. Son de dos tipos: tablillas de arcilla y nódulos. Las tablillas de arcilla con la escritura lineal A se utilizaban para registrar transacciones comerciales de bienes como alimentos, ganado, cerámica y textiles, aunque también pueden contener listas de personas. En cambio las de nódulos pueden presentarse en diversos formatos y pueden tener una inscripción de un único signo o un sello impreso. Algunos tienen un orificio que probablemente servía para que colgase de algo, quizá de rollos de papiro. Se distinguen nódulos con orificio único, nódulos con doble orificio, nódulos de base plana, discos circulares, los llamados «noduli»  y sellos directos sobre objetos.
La escritura en tablillas de barro no es muy práctica, es muy poco adecuada para el grabado de líneas como las empleadas en el lineal A. De ello se deduce que se escribía principalmente sobre otros materiales que han desaparecido, como el papiro o el pergamino. Las tablillas de barro han sobrevivido gracias al incendio de los edificios en los que se encontraban los archivos, con lo que el barro se coció y se han conservado el material y los textos.
Por otra parte, algunos textos de lineal A están asociados a contextos religiosos. Estos se han hallado en santuarios de altura, en cuevas o en tumbas, sobre diversos soportes como tablas de piedra usadas para libaciones, copas, hachas, figurillas y otros objetos votivos. Las más comunes de este tipo son las halladas sobre tablas de piedra que aparecen fuertemente dañadas quizá debido a que durante algún ritual religioso se hubieran roto deliberadamente.

## Lengua e intentos de desciframiento
Se ha llamado a la lengua escrita con este sistema minoica o eteocretense, lengua que es desconocida. Aunque no se ha podido incluir en ninguna familia de lenguas, se ha deducido el valor fonético de muchos de los signos por medio de la comparación con el lineal B. Mediante comparación con el lineal B también se ha deducido el significado de tres palabras (KU-RO= total; PO-TO-KU-RO= total absoluto y KI-RO= déficit). La gran cantidad de logogramas permite también hacer estimaciones sobre el contenido de los textos encontrados. Se estima que muchas palabras son nombres de lugares y de personas. Por otra parte, en contextos votivos se encuentra a menudo la palabra «ja-sa-sa-ra-me» o su variante «a-sa-sa-ra», a la que se quizá atribuyera una función mágica o fuera la denominación de una divinidad. También se ha tratado de comprender el significado de algunas palabras relacionándolas etimológicamente con palabras de otro idioma conocido de la zona del Mediterráneo Oriental, como el hitita, el luvita, el palaíta, el griego, el idioma fenicio y otras lenguas semíticas, sin que se hayan logrado resultados concluyentes.